# Шовхиев, Бабашер
Бабашер Шовхиев (род. 1939 г.) — советский хозяйственный, государственный и политический деятель, Герой Социалистического Труда.

## Биография
Родился в 1939 году в Нарпайском районе. Член КПСС.
С 1958 года — на хозяйственной, общественной и политической работе. В 1958—1996 гг. — механизатор колхоза имени Калинина Пахтачийского района Самаркандской области.
Указом Президиума Верховного Совета СССР от 10 февраля 1975 года за выдающиеся успехи, достигнутые во Всесоюзном социалистическом соревновании, и проявленную трудовую доблесть в досрочном выполнении заданий девятой пятилетки и принятых обязательств по увеличению производства и продажи государству продуктов земледелия и животноводства присвоено звание Героя Социалистического Труда с вручением ордена Ленина и золотой медали «Серп и Молот».
Избирался депутатом Верховного Совета СССР 8-го и 9-го созывов.
Делегат XXIV съезда КПСС.
Живёт в Узбекистане.